# Грачёвка (Аркадакский район)
Грачёвка — село в Аркадакском районе, Саратовской области, России.
Село входит в состав Росташовского сельского поселения.

## Население
| 2002 | 2010 |
| ---- | ---- |
| 602  | ↘468 |

По переписи 2002 года в селе Грачевка, центре Грачевского округа, проживало 602 человека (русские — 75 %). По переписи 2010 года в селе проживало 468 человек (226 мужчин, 242 женщины).

## Уличная сеть
В селе десять улиц: туп. Школьный, ул. Горная, ул. Заречная, ул. Зелёная, ул. Молодёжная, ул. Мостовая, ул. Нефтяная, ул. Садовая, ул. Центральная, ул. Школьная.

## История
По данным 1859 года во владельческой деревне Грачевка 1-го стана Балашовского уезда Саратовской губернии проживало 524 человека (254 мужчины, 270 женщин) в 90 дворах.
В 1886—1887 годах была проведена подворная перепись. В деревне Грачевка Росташевской волости Балашовского уезда проживало 376 мужчин и 392 женщины в 121 наличном приписном домохозяйстве (итого 768 человек, крестьяне-дарственники, великороссы, православные, из них 55 грамотных и 17 учащихся). Надел составлял 276,6 десятин удобной земли (в том числе 58,3 десятины пашни). Из скота имелось 223 рабочие и 53 нерабочие лошади, 201 корова, 40 гулевых и 90 телят, 947 овец и 18 свиней, также 8 дворов держали 60 колод пчёл. Площадь посева составляла 626,4 десятины, из них 536,5 на арендованной казённой или владельческой пашне, а также 67,2 на наделе и 22,9 на арендованной надельной пашне. 5 дворов были без посева. Имелись 122 деревянные избы (все были покрыты соломой или камышом), 5 промышленных заведений и 1 кабак.
Крестьяне деревни находились на дарственной земле помещика Рюмина. В 1800 году были поселены графом Разумовским малороссы из Архиповки Северской волости Черниговской губернии (ныне обрусевшие), а также русские крестьяне Шацкого уезда Тамбовской губернии и из села Аркадак. В то время здесь был строевой лес, впоследствии вырубленный помещиками. При графе Разумовском крестьяне были на оброке, затем перешли на барщину. На тягло давали 2 десятины пашни и 2 десятины покоса. Землю до освобождения крестьян не делили, она была в одном месте. По дарственной записи 1862 года крестьяне получили на 246 душ по 1 десятине 300 саженей, всего 276,8 десятин удобной земли. К 1886 году под усадьбой стало 49 десятин, под огородами и пашней 62 десятины, остальная земля была под выгоном. Надельный участок был длиной в 1 версту и шириной в 200 саженей, окружённый со всех сторон землёй господина Раевского. Поверхность полей была ровная, почва — чернозём глубиной 3/4 аршина, а под усадьбой и в излучине речки — солонцеватая (до 40 десятин), подпочва — жёлтая глина, годная для кирпичей. Около 1880 года земля и огороды были поделены по душам. Пашни на душу досталось всего 3x200 саженей, а огорода — 40 квадратных саженей нижнего и 3,5x90 саженей верхнего (вместе с двором и гумном). Леса не было, его покупали у графини Шуваловой и арендаторов господина Рюмина. Топили кизяком. Общественной запашки не было, имелся хлебозапасный магазин. Под посевом на съёмной и надельной земле ржи было 40 %, овса — 38 %, проса 18,6 % и гречи 3,4 %, раньше сеяли также пшеницу. Хлеб продавали в Турках, Аркадаке и Баланде. Всем обществом арендовали 300 десятин под рожь, 294 десятины под яровой посев и 474 десятины под выпас скота. В основном оплачивали аренду работой, а ранее — больше деньгами. 53 мужчины занимались местными промыслами и 26 — отхожими. Школы не было, 5—6 мальчиков учились у сельского писаря.
По переписи 1897 года в деревне проживало 700 человек (338 мужчин и 362 женщины), все православные.
Согласно земским сведениям, в 1911 году в деревне Грачёвка (Сухаревка) той же волости проживало 767 человек (394 мужчины и 373 женщины) в 122 хозяйствах приписного населения и 5 человек (1 мужчина и 4 женщины) в 1 хозяйстве посторонних, имелась земская школа. В населении преобладали великороссы. Крестьянские посевы занимали 87 десятин надельной, 160 — купленной и 400 десятин арендованной земли (итого 647 десятин). 40,0 % посева использовалось под пшеницу, 30,9 % — под овёс, 15,5 % занимало просо, 13,6 % — рожь. Имелась 171 голова рабочего скота (лошадей и быков), 125 голов молочного и 57 — гулевого скота (жеребят, телят и бугаёв), а также 438 голов мелкого скота (овец и свиней).
По переписи 1926 года в деревне Грачёвка, единственном населённом пункте Грачёвского сельсовета Аркадакской волости Балашовского уезда, жило 1025 человек (507 мужчин и 518 женщин) в 173 крестьянских и 3 прочих хозяйствах.
В 1930-е годы на территории Грачевского сельсовета была организована сельхозартель имени Будённого, объединившая 161 двор.